# Copitype pagodae
Copitype pagodae är en fjärilsart som beskrevs av Alphéraky 1892. Copitype pagodae ingår i släktet Copitype och familjen nattflyn. Inga underarter finns listade i Catalogue of Life.